# Sandra Näslund
Sandra Catrin Näslund (ur. 6 lipca 1996 w Gudmundra) – szwedzka narciarka dowolna specjalizująca się w skicrossie, mistrzyni olimpijska, czterokrotna mistrzyni świata, dwukrotna medalistka mistrzostw świata juniorów oraz zdobywczyni Pucharu Świata.

## Kariera
Po raz pierwszy na arenie międzynarodowej pojawiła się 4 lutego 2012 roku w Funäsdalen, gdzie w zawodach FIS Race zajęła czwarte miejsce w skicrossie. W 2014 roku zdobyła srebrny medal podczas mistrzostw świata juniorów w Valmalenco. Na rozgrywanych dwa lata później mistrzostwach świata juniorów w Val Thorens zdobyła złoty medal w skicrossie.
W Pucharze Świata zadebiutowała 3 marca 2012 roku w Branäs, zajmując 22. pozycję. Tym samym już w swoim debiucie wywalczyła pierwsze pucharowe punkty. Na podium zawodów tego cyklu po raz pierwszy znalazła się 16 stycznia 2014 roku w Val Thorens, kończąc rywalizację w skicrossie na drugiej pozycji. Rozdzieliła tam Sannę Lüdi ze Szwajcarii i Austriaczkę Katrin Ofner. Najlepsze wyniki osiągnęła w sezonie 2017/2018, kiedy to zwyciężyła w klasyfikacji generalnej oraz w klasyfikacji skicrossu. Ponadto w sezonach 2019/2020 i 2021/2022 także wygrywała klasyfikację skicrossu, a w sezonach 2016/2017 i 2018/2019 była druga.
W 2014 roku wystąpiła na igrzyskach olimpijskich w Soczi, gdzie zajęła piąte miejsce w skicrossie. Na rozgrywanych trzy lata później mistrzostwach świata w Sierra Nevada zdobyła złoty medal, wyprzedzając Fanny Smith ze Szwajcarii i Francuzkę Ophélie David. Była też między innymi czwarta w tej samej konkurencji podczas igrzysk olimpijskich w Pjongczangu w 2018 roku. W lutym 2021 roku zdobyła kolejny złoty medal podczas mistrzostw świata w Idre Fjäll. Zwyciężyła również na rozgrywanych rok później igrzyskach w Pekinie.

## Osiągnięcia

### Igrzyska olimpijskie
| Miejsce | Dzień     | Rok  | Miejscowość | Konkurencja | Zwyciężczyni      |
| ------- | --------- | ---- | ----------- | ----------- | ----------------- |
| 5.      | 21 lutego | 2014 | Soczi       | Skicross    | Marielle Thompson |
| 4.      | 23 lutego | 2018 | Pjongczang  | Skicross    | Kelsey Serwa      |
| 1.      | 17 lutego | 2022 | Pekin       | Skicross    | –                 |

### Mistrzostwa świata
| Miejsce | Dzień     | Rok  | Miejscowość   | Konkurencja        | Zwyciężczyni      |
| ------- | --------- | ---- | ------------- | ------------------ | ----------------- |
| 14.     | 10 marca  | 2013 | Voss          | Skicross           | Fanny Smith       |
| 1.      | 18 marca  | 2017 | Sierra Nevada | Skicross           | –                 |
| 9.      | 2 lutego  | 2019 | Solitude      | Skicross           | Marielle Thompson |
| 1.      | 13 lutego | 2021 | Idre Fjäll    | Skicross           | –                 |
| 1.      | 26 lutego | 2023 | Bakuriani     | Skicross           | –                 |
| 1.      | 26 lutego | 2023 | Bakuriani     | Skicross drużynowy | –                 |

### Puchar Świata

#### Miejsca w klasyfikacji generalnej
- sezon 2011/2012: 169.
- sezon 2012/2013: 122.
- sezon 2013/2014: 22.
- sezon 2014/2015: 90.
- sezon 2015/2016: 14
- sezon 2016/2017: 7.
- sezon 2017/2018: 1.
- sezon 2018/2019: 4.
- sezon 2019/2020: 2.

Od sezonu 2020/2021 klasyfikacja skicrossu zastąpiła klasyfikację generalną.
- sezon 2020/2021: 8.
- sezon 2021/2022: 1.
- sezon 2022/2023: 1.
- sezon 2023/2024: 11.
- sezon 2024/2025: 30.

#### Miejsca na podium w zawodach
1. Val Thorens – 16 stycznia 2014 (skicross) – 2. miejsce
2. Åre – 15 marca 2014 (skicross) – 3. miejsce
3. Val Thorens – 11 grudnia 2015 (skicross) – 2. miejsce
4. Innichen – 19 grudnia 2015 (skicross) – 3. miejsce
5. Idre – 13 lutego 2016 (skicross) – 3. miejsce
6. Idre – 14 lutego 2016 (skicross) – 2. miejsce
7. Val Thorens – 9 grudnia 2016 (skicross) – 3. miejsce
8. Val Thorens – 10 grudnia 2016 (skicross) – 2. miejsce
9. Watles – 14 stycznia 2017 (skicross) – 1. miejsce
10. Feldberg – 4 lutego 2017 (skicross) – 3. miejsce
11. Idre – 11 lutego 2017 (skicross) – 1. miejsce
12. Idre – 12 lutego 2017 (skicross) – 2. miejsce
13. Sołniecznaja Dolina – 25 lutego 2017 (skicross) – 2. miejsce
14. Blue Mountain – 5 marca 2017 (skicross) – 2. miejsce
15. Val Thorens – 7 grudnia 2017 (skicross) – 1. miejsce
16. Arosa – 12 grudnia 2017 (skicross) – 1. miejsce
17. Montafon – 15 grudnia 2017 (skicross) – 3. miejsce
18. Innichen – 21 grudnia 2017 (skicross) – 3. miejsce
19. Innichen – 22 grudnia 2017 (skicross) – 1. miejsce
20. Idre – 13 stycznia 2018 (skicross) – 1. miejsce
21. Idre – 14 stycznia 2018 (skicross) – 1. miejsce
22. Nakiska – 20 stycznia 2018 (skicross) – 1. miejsce
23. Sołniecznaja dolina – 4 marca 2018 (skicross) – 1. miejsce
24. Arosa – 17 grudnia 2018 (skicross) – 2. miejsce
25. Innichen – 21 grudnia 2018 (skicross) – 2. miejsce
26. Innichen – 22 grudnia 2018 (skicross) – 1. miejsce
27. Feldberg – 16 lutego 2019 (skicross) – 1. miejsce
28. Feldberg – 17 lutego 2019 (skicross) – 1. miejsce
29. Sołniecznaja dolina – 23 lutego 2019 (skicross) – 2. miejsce
30. Veysonnaz – 17 marca 2019 (skicross) – 2. miejsce
31. Val Thorens – 6 grudnia 2019 (skicross) – 1. miejsce
32. Val Thorens – 7 grudnia 2019 (skicross) – 2. miejsce
33. Montafon – 14 grudnia 2019 (skicross) – 2. miejsce
34. Arosa – 17 grudnia 2019 (skicross) – 3. miejsce
35. Innichen – 20 grudnia 2019 (skicross) – 2. miejsce
36. Nakiska – 18 stycznia 2020 (skicross) – 1. miejsce
37. Idre – 25 stycznia 2020 (skicross) – 2. miejsce
38. Idre – 26 stycznia 2020 (skicross) – 1. miejsce
39. Megève – 1 lutego 2020 (skicross) – 2. miejsce
40. Reiteralm – 19 lutego 2021 (skicross) – 1. miejsce
41. Bakuriani – 27 lutego 2021 (skicross) – 2. miejsce
42. Sołniecznaja dolina – 13 marca 2021 (skicross) – 2. miejsce
43. Veysonnaz – 21 marca 2021 (skicross) – 1. miejsce
44. Secret Garden – 27 listopada 2021 (skicross) – 1. miejsce
45. Val Thorens – 11 grudnia 2021 (skicross) – 1. miejsce
46. Val Thorens – 12 grudnia 2021 (skicross) – 1. miejsce
47. Innichen – 19 grudnia 2021 (skicross) – 1. miejsce
48. Innichen – 20 grudnia 2021 (skicross) – 1. miejsce
49. Nakiska – 14 stycznia 2022 (skicross) – 1. miejsce
50. Nakiska – 15 stycznia 2022 (skicross) – 1. miejsce
51. Idre – 22 stycznia 2022 (skicross) – 1. miejsce
52. Idre – 23 stycznia 2022 (skicross) – 1. miejsce
53. Reiteralm – 13 marca 2022 (skicross) – 1. miejsce
54. Veysonnaz – 19 marca 2022 (skicross) – 1. miejsce
55. Val Thorens – 8 grudnia 2022 (skicross) – 1. miejsce
56. Val Thorens – 9 grudnia 2022 (skicross) – 1. miejsce
57. Arosa – 12 grudnia 2022 (skicross) – 1. miejsce
58. Innichen – 21 grudnia 2022 (skicross) – 1. miejsce
59. Innichen – 22 grudnia 2022 (skicross) – 1. miejsce
60. Idre – 21 stycznia 2023 (skicross) – 1. miejsce
61. Idre – 22 stycznia 2023 (skicross) – 1. miejsce
62. Reiteralm – 16 lutego 2023 (skicross) – 1. miejsce
63. Reiteralm – 17 lutego 2023 (skicross) – 1. miejsce
64. Val Thorens – 7 grudnia 2023 (skicross) – 1. miejsce
65. Innichen – 21 grudnia 2023 (skicross) – 1. miejsce
66. Innichen – 22 grudnia 2023 (skicross) – 3. miejsce